# Porto Harcourt (área de governo local)
Porto Harcourt (em inglês: Port Harcourt; em naijá: Potakot; em icuerré: Ugwuocha; em ibo: Ígúọ́cha; lit. Colina de homens brancos) é uma área de governo local do estado de Rios, na Nigéria. Possui 109 quilômetros quadrados e de acordo com o censo de 2016, havia 756 600 residentes. Seu ponto mais alto fica a 18 metros.